# Карбондейл (Іллінойс)
Карбондейл (англ. Carbondale) — місто (англ. city) в США, в округах Джексон і Вільямсон штату Іллінойс. Населення — 21 857 осіб (2020).

## Географія
Карбондейл розташований за координатами 37°43′19″ пн. ш. 89°13′25″ зх. д. / 37.72194° пн. ш. 89.22361° зх. д. (37.722062, -89.223664). За даними Бюро перепису населення США в 2010 році місто мало площу 45,36 км², з яких 44,25 км² — суходіл та 1,11 км² — водойми.
Розташоване за 154 км на південний схід від Сент-Луїса, штат Міссурі, у північній околиці Національного лісу Шоуні.

### Клімат
| Клімат : Карбондейл                   | Клімат : Карбондейл | Клімат : Карбондейл | Клімат : Карбондейл | Клімат : Карбондейл | Клімат : Карбондейл | Клімат : Карбондейл | Клімат : Карбондейл | Клімат : Карбондейл | Клімат : Карбондейл | Клімат : Карбондейл | Клімат : Карбондейл | Клімат : Карбондейл | Клімат : Карбондейл |
| Показник                              | Січ.                | Лют.                | Бер.                | Квіт.               | Трав.               | Черв.               | Лип.                | Серп.               | Вер.                | Жовт.               | Лист.               | Груд.               | Рік                 |
| Абсолютний максимум, °C               | 24,4                | 26,1                | 33,9                | 33,3                | 38,3                | 42,2                | 44,4                | 45,0                | 42,2                | 35,6                | 31,1                | 25,0                | 45,0                |
| Середній максимум, °C                 | 5,4                 | 8,3                 | 13,9                | 20,2                | 25,0                | 29,8                | 31,7                | 31,5                | 27,6                | 21,3                | 14,3                | 7,2                 | 19,7                |
| Середня температура, °C               | 0,2                 | 2,6                 | 7,7                 | 13,5                | 18,8                | 23,7                | 25,6                | 24,7                | 20,3                | 13,9                | 8,1                 | 1,9                 | 13,5                |
| Середній мінімум, °C                  | −5                  | −3,2                | 1,4                 | 6,8                 | 12,6                | 17,6                | 19,6                | 17,9                | 12,9                | 6,5                 | 2,0                 | −3,4                | 7,2                 |
| Абсолютний мінімум, °C                | −31,7               | −30                 | −23,9               | −6,7                | −1,7                | 3,9                 | 5,6                 | 5,0                 | −1,1                | −8,9                | −18,3               | −25,6               | −31,7               |
| Норма опадів, мм                      | 78                  | 78                  | 105                 | 113                 | 136                 | 115                 | 93                  | 83                  | 80                  | 97                  | 118                 | 103                 | 1199                |
| Днів з опадами                        | 9,5                 | 8,6                 | 11,5                | 11,4                | 12,5                | 9,4                 | 8,6                 | 7,9                 | 7,7                 | 8,3                 | 10,2                | 10,8                | 116,4               |
| Днів зі снігом                        | 1,7                 | 1,7                 | 0,4                 | 0                   | 0                   | 0                   | 0                   | 0                   | 0                   | 0                   | 0                   | 1,6                 | 5,4                 |
| ------------------------------------- | ------------------- | ------------------- | ------------------- | ------------------- | ------------------- | ------------------- | ------------------- | ------------------- | ------------------- | ------------------- | ------------------- | ------------------- | ------------------- |
| Джерело: NOAA (extremes 1898–present) |                     |                     |                     |                     |                     |                     |                     |                     |                     |                     |                     |                     |                     |

## Демографія

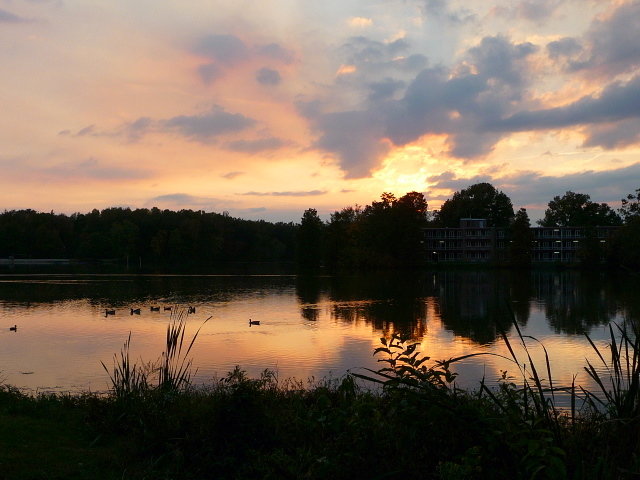
Захід над озером на кампусі університету Південного Іллінойсу

Згідно з переписом 2010 року, у місті мешкали 25 902 особи в 11 035 домогосподарствах у складі 3455 родин. Густота населення становила 571 особа/км². Було 12419 помешкань (274/км²).
Расовий склад населення:
| - 62,4 % — білих - 25,6 % — чорних або афроамериканців - 5,7 % — азіатів - 0,4 % — корінних американців - 0,1 % — вихідців з тихоокеанських островів - 2,5 % — осіб інших рас |

До двох чи більше рас належало 3,3 %. Частка іспаномовних становила 5,4 % від усіх жителів.
За віковим діапазоном населення розподілялося таким чином: 12,3 % — особи молодші 18 років, 80,3 % — особи у віці 18—64 років, 7,4 % — особи у віці 65 років та старші. Медіана віку мешканця становила 23,5 року. На 100 осіб жіночої статі у місті припадало 113,0 чоловіків; на 100 жінок у віці від 18 років та старших — 114,0 чоловіків також старших 18 років.
Середній дохід на одне домашнє господарство становив 37 640 доларів США (медіана — 17 764), а середній дохід на одну сім'ю — 65 148 доларів (медіана — 40 092). Медіана доходів становила 40 090 доларів для чоловіків та 31 716 доларів для жінок. За межею бідності перебувало 49,3 % осіб, у тому числі 45,9 % дітей у віці до 18 років та 7,7 % осіб у віці 65 років та старших.
Цивільне працевлаштоване населення становило 10 813 особи. Основні галузі зайнятості: освіта, охорона здоров'я та соціальна допомога — 51,5 %, роздрібна торгівля — 13,2 %, мистецтво, розваги та відпочинок — 11,7 %.

## Відомі люди
- Агнеса Ейрс  (1898 — 1940) — американська акторка.